# Gajów
Gajów (deutsch: Reichenforst) ist ein Ort in der Stadt- und Landgemeinde Radków (Wünschelburg) im Powiat Kłodzki der Wojewodschaft Niederschlesien in Polen.

## Geographie
Gajów gehört durch seine geographische Lage zum Glatzer Kessel. Es liegt in Grenznähe zu Tschechien an der Straße von Radków nach Tłumaczów (Tuntschendorf) acht Kilometer südwestlich von Nowa Ruda (Neurode). Nördlich erhebt sich der 556 m hohe Hupprich (polnisch Gardzień). Nachbarorte sind Tłumaczów im Norden, Ścinawka Górna (Obersteine) im Nordosten, Ratno Dolne (Niederrathen) im Südwesten, Ratno Górne (Oberrathen) und Radków im Süden. Jenseits der Grenze liegen westlich die tschechischen Dörfer Božanov (Barzdorf), Martínkovice (Märzdorf) und Otovice u Broumova (Ottendorf) sowie südwestlich Studená Voda (Kaltwasser).

## Geschichte
Der Reichenforster Grund gehörte zum „Distrikt Wünschelburg“ in der ehemals böhmischen Grafschaft Glatz, mit der es die Geschichte seiner politischen und kirchlichen Zugehörigkeit von Anfang an teilte. Es war ursprünglich im Besitz der Böhmischen Kammer, die die Waldungen teilweise roden ließ. Erstmals erwähnt wurde es 1577, als der böhmische Landesherr König Rudolf II. Reichenforst der Stadt Wünschelburg verkaufte. Sie errichtete in Reichenforst ein Vorwerk, das als Rittersitz diente. Es war seit 1599 im Besitz des Albrecht von Reibnitz. Spätere Eigentümer waren 1604 Tobias von Pannwitz, 1607 Sigmund von Walditz, 1616 Hans Heinrich von Ratschin, 1628 Heinrich von Langenau, 1637 Ernst Christian von Pannwitz und 1650 Mathäus Jacob von Kapellen. Dessen Witwe Sidonie Elisabeth von Hacke verkaufte Reichenforst 1694 an den Reichsgrafen Johann Ernst von Götzen (1667–1707), der es mit seinem Tunschendorfer Gut vereinte.
Nach dem Ersten Schlesischen Krieg 1742 und endgültig mit dem Hubertusburger Frieden 1763 kam Reichenforst zusammen mit der Grafschaft Glatz an Preußen. Für 1805 sind ein herrschaftliches Vorwerk, ein Kretscham sowie 12 Gärtner- und zwei Häuslerstellen nachgewiesen. Nach der Neugliederung Preußens gehörte es seit 1815 zur Provinz Schlesien, die in Landkreise aufgeteilt wurde. 1816–1853 war der Landkreis Glatz, 1854–1932 der Landkreis Neurode zuständig. Nach dessen Auflösung 1933 gehörte Reichenforst bis 1945 wiederum zum Landkreis Glatz. Seit 1874 bildete die Landgemeinde Reichenforst zusammen mit den Landgemeinden Scheibau und Siebenhuben sowie dem Gutsbezirk Reichenforst den Amtsbezirk Reichenforst.
Als Folge des Zweiten Weltkriegs fiel Reichenforst mit dem größten Teil Schlesiens 1945 an Polen und wurde in Gajów umbenannt. Die deutsche Bevölkerung wurde 1946 vertrieben. Die neu angesiedelten Bewohner waren teilweise Zwangsumgesiedelte aus Ostpolen, das an die Sowjetunion gefallen war. 1975–1998 gehörte Gajów zur Woiwodschaft Wałbrzych (Waldenburg).